# Feroke
Feroke (o Ferokh, Ferok) è una suddivisione dell'India, classificata come census town, di 29.504 abitanti, situata nel distretto di Kozhikode, nello stato federato del Kerala. In base al numero di abitanti la città rientra nella classe III (da 20.000 a 49.999 persone).

## Geografia fisica
La città è situata a 11° 10' 60 N e 75° 50' 60 E e ha un'altitudine di 20 m s.l.m..

## Società

### Evoluzione demografica
Al censimento del 2001 la popolazione di Feroke assommava a 29.504 persone, delle quali 14.506 maschi e 14.998 femmine. I bambini di età inferiore o uguale ai sei anni assommavano a 3.921, dei quali 1.976 maschi e 1.945 femmine. Infine, coloro che erano in grado di saper almeno leggere e scrivere erano 24.020, dei quali 12.177 maschi e 11.843 femmine.